# Jackie Joyner-Kersee
Jackie Joyner-Kersee, ameriška atletinja, * 3. marec 1962, East St. Louis, Illinois, ZDA.
Nastopila je na poletnih olimpijskih igrah v letih 1984, 1988, 1992 in 1996. Osvojila je dve zlati in srebrno medaljo v sedmeroboju ter zlato in bronasto medaljo v skoku v daljino. Na svetovnih prvenstvih je osvojila po dve zlati medalji v obeh disciplinah. 7. julija 1986 je postavila svetovni rekord v sedmeroboju in ga še trikrat izboljšala, njen zadnji rekord 7291 točk še vedno velja. 13. avgusta 1987 je izenačila svetovni rekord v skoku v daljino s 7,45 m, veljal je eno leto. Leta 2012 je bil sprejeta v novoustanovljeni Mednarodni atletski hram slavnih, kot eden izmed prvih štiriindvajsetih atletov.